# Символическое (Лакан)
Символическое или символический порядок (фр. Symbolique) — термин психоаналитической теории Жака Лакана. Порядок Символического, наряду с Воображаемым и Реальным составляет один из элементов, выделенных Лаканом в его попытке провести различие между элементарными регистрами, составляющими измерения человеческого существования. Эти три термина развивались Лаканом постепенно в ходе эволюции его мысли, и Символическое возникло вслед за Воображаемым, заняв центральное место в работах Лакана после римского доклада 1953 года.

## Появление Символического
Ранние работы Лакана имели предметом своего рассмотрения Воображаемое — «специфические образы, к которым обращается древний термин imago». Однако позже «понятие символического вышло на первый план в римском докладе … и с этого времени символическое, а не воображаемое рассматривается как определяющее порядок субъекта».
Лакановское понятие символического многим обязано распространению структурализма, в частности выходу «Элементарных структур родства» Клода Леви-Стросса в 1949 году. Во многом символическое Лакана выступает эквивалентом «культурного порядка» Леви-Стросса — культурного порядка, опосредованного языком. «Человек говорит, однако делает это потому, что символ сделал его человеком … накладывая царство культуры на царство природы». Признавая, что «язык есть базовый социальный институт в том смысле, что все остальные [институты] предполагают язык», Лакан нашёл в соссюровском лингвистическом разделении речевого знака на означающее и означаемое новое прочтение фрейдовского психоанализа как «лечения разговором».

## Расцвет Символического
В течение десятилетия, последовавшего за римским докладом, десятилетия ознаменованного выходом его книги Ecrits, Лакан обнаружил в понятии символического ответ на невротическую проблему воображаемого: «задача системы обозначений в том, чтобы препятствовать захвату воображаемым». Принимая вслед за Леви-Строссом антропологическую предпосылку, что человек есть «животное символическое» и что «самоописание общества посредством символов есть неотъемлемая часть социальной реальности», Лакан делает шаг к тому чтобы рассматривать «эдипов комплекс, в той мере, в какой мы продолжаем признавать его роль как охватывающего в качестве означающего значительной часть нашего опыта» как ту область, посредством которой бремя социальной реальности передаётся растущему ребёнку символическим отцом: «в Имени отца мы распознаём основание символической функции, которая, со времён начала истории, идентифицировала его [отца] личность с фигурой закона».
Воображаемое теперь рассматривается Лаканом как принадлежащее более раннему периоду — замкнутому миру дуальных отношений матери и ребёнка: «Мелани Кляйн описывает отношение к матери как отражённое отношение … [пренебрегая] третьим элементом — отцом». Воображаемое оказывается распавшимся и открывшимся более широкому, символическому, порядку.
Обозначением этого более широкого порядка у Лакана выступал Другой — «большой другой, то есть другой языка, Имена-Отца, означающие или слова [которые] … публичны, [находятся в] общем владении». Но несмотря на то что указанное отношение есть по существу отношение лингвистическое, Лакан не ставит знака равенства между символическим и языком, так как последний вовлечён также и в порядки воображаемого и реального. Символическое измерение языка — измерение означающего, элементы которого не имеют позитивного существования, но конституированы в их взаимном различии.
Бессознательное — дискурс Другого, и потому принадлежит к символическому порядку. Закон — ещё одно царство, регулирующее желание в эдиповом комплексе и определяющее субъективность. «Бессознательное есть сумма влияний речи на субъект. На том уровне, где субъект конституирует себя из эффектов означающего, … мы зависим от поля Другого, бывшего за долго до нашего прихода в мир, и чьи повторяющиеся структуры определяют нас как субъектов».

## Закат Символического
В 1960-е годы ожидания, связанные с понятием символического порядка начинают ослабевать, а символическое всё в большей мере начинает рассматриваться как часть человеческого состояния, теряя свой статус психотерапевтической панацеи. Критическое внимание Лакана начинает сдвигаться к понятию Реального, рассматриваемого как «то, обо что спотыкается символическое … то, чего недостаёт в порядке символического, неустранимый остаток всякой артикуляции … пуповина символического». По прошествии десятилетия, в 1970-е Лакан постепенно приходит к тому, чтобы отвергнуть Эдипа как «фантазию Фрейда».
Интерес позднего Лакана направлен на развитие понятий наслаждения (фр. jouissance) и синтома (фр. sinthome) как основных для психоанализа.